# Smile (canção de Avril Lavigne)
"Smile" é uma canção da cantora e compositora canadense Avril Lavigne, retirada de seu quarto álbum de estúdio, Goodbye Lullaby. Composta e produzida por Max Martin e Shellback, com escrita adicional pela artista, a canção foi escolhida como o segundo single em divulgação do álbum e lançada em 11 de abril de 2011 e para download digital em 6 de maio de 2011, sendo mais tarde enviada para as rádios.
Uma faixa dos gêneros pop punk e pop rock, é sobre alguém que fez a artista sorrir. As críticas para a canção foram mistas, alguns avaliadores referiram-se à faixa como "atrevida e cativante", e outros como somente mais uma "faixa grudenta" da artista. Seu desempenho nas tabelas foi mediano, tendo destaque em países como Taiwan e outros países do território asiático, além de posições razoáveis nas tabelas do país de origem da artista e nos Estados Unidos. O videoclipe correspondente da música foi dirigido por Shane Drake e lançado em 20 de maio de 2011.

## Faixas e formatos
O single foi lançado digitalmente em duas versões: uma contém apenas a canção e a outra possui um remix de "What the Hell" feito por Bimbo Jones. Além do remix, a versão britânica conta com o videoclipe de "Smile".
| Smile          |                |                                      |         |  |
| N.º            | Título         | Compositor(es)                       | Duração |  |
| 1.             | "Smile"        | Avril Lavigne, Max Martin, Shellback | 3:29    |  |
| Duração total: | Duração total: | Duração total:                       | 3:29    |  |

| Smile          |                                     |                                      |         |  |
| N.º            | Título                              | Compositor(es)                       | Duração |  |
| 1.             | "Smile"                             | Avril Lavigne, Max Martin, Shellback | 3:29    |  |
| 2.             | "What the Hell" (Bimbo Jones Remix) | Avril Lavigne, Max Martin, Shellback | 4:10    |  |
| Duração total: | Duração total:                      | Duração total:                       | 7:39    |  |

| Smile (versão britânica) |                                     |                                      |         |  |
| N.º                      | Título                              | Compositor(es)                       | Duração |  |
| 1.                       | "Smile"                             | Avril Lavigne, Max Martin, Shellback | 3:29    |  |
| 2.                       | "What the Hell" (Bimbo Jones Remix) | Avril Lavigne, Max Martin, Shellback | 4:10    |  |
| 3.                       | "Smile" (videoclipe)                | Avril Lavigne, Max Martin, Shellback | 3:35    |  |
| Duração total:           | Duração total:                      | Duração total:                       | 10:74   |  |

## Composição e lançamento
Em março de 2011, Avril perguntou aos seus seguidores no Twitter se prefeririam "Push" ou "Smile" como seu segundo single. Algum tempo depois, a página oficial polonesa da cantora confirmou que "Smile" tinha sido escolhida e seria lançada nas rádios da Polônia em abril de 2011 e seu videoclipe em maio do mesmo ano. Antes do lançamento oficial, a canadense fez uma performance em um programa de rádio australiano chamado 2 Day World Famous Rooftop. Ela também promoveu "Smile" no programa de calouros britânico Britain's Got Talent, junto com a canção "What the Hell", com o propósito de colocá-lo nas paradas na The Official Charts Company, anunciando-o em um programa de âmbito nacional.
Em junho de 2011, Avril participaria do programa The Tonight Show na NBC, um talk show comandado pelo apresentador Jay Leno, porém ela compareceu America's Got Talent, que pertencente a mesma emissora. Lavigne cantou "What the Hell" e "Smile". Durante a performance, a audiência era de mais de onze milhões de telespectadores, ficando na frente de emissoras concorrentes, como a CBS, que exibia o programa Big Brother, com 7,7 milhões, e o da rede ABC, com 3,6 milhões. "Smile" foi composta pela canadense, por Max Martin e pelo Shellback, seus gêneros incluem o pop rock e o pop punk. Segundo Lavigne, a letra expressa seus sentimentos por alguém especial em sua vida, que conseguiu colocar o sorriso em seu rosto, além de falar sobre sua gratidão para pessoas especiais.

## Opinião da crítica
| Críticas profissionais | Críticas profissionais |
| Avaliações da crítica  | Avaliações da crítica  |
| Fonte                  | Avaliação              |
| ---------------------- | ---------------------- |
| PopCrush               | 9 de 10 estrelas.      |
| AOL                    | Positivo               |
| Entertainment Weekly   | Positivo               |
| PopMatters             | Neutro                 |
| MuchMusic              | Positivo               |
| Digital Spy            | 4 de 5 estrelas.       |

A página PopCrush.com postou uma resenha sobre "Smile", na qual a avaliava com uma nota nove, em uma escala que vai de um a dez, dizendo que é "uma canção tradicional da cantora, apoiada por um tambor de ritmo insistente e guitarras elétricas" e uma "outra música pop grudenta de Lavigne, que completa quase uma década compondo hits, desde que surgiu com as canções como 'Complicated' e 'Sk8er Boi'". A resenha é finalizada dizendo que o single "é digno de alcançar o Top 20 nas paradas musicais".
O portal AOL afirmou que "Smile" representa "a melhor qualidade de Lavigne como uma estrela pop já com uma afirmação 'You know that I'm a crazy bitch / I do what I want when I feel like it'", além de ter "refrões melódicos". Andy Greenwald, da Entertainment Weekly, a descreveu como "petulante" e disse que "com seu discurso de bebidas e tatuagens, restaura a Avril para seu legítimo lugar à frente de Katy Perry e Ke$ha". Josh Langhoff, do PopMatters, foi mais negativo, dizendo que esse single é "o mais problemático com a postura tomada na sua letra, e a torna paradoxal".
O canal canadense MuchMusic publicou uma resenha de "Smile", notando que a faixa é "a mais despreocupada de Goodbye Lullaby". A crítica diz que ela "pode ser considerada uma canção de amor feita, provavelmente, para Brody Jenner. É um som com um atrevimento incrível, misturando um pouco de Natasha Bedingfield e Kelly Clarkson. Essa canção representa melhor o quarto álbum da canadense do que o primeiro single, 'What the Hell'. Enquanto este é profundamente retrospectivo ao estilo do álbum The Best Damn Thing, terceiro de Lavigne, Goodbye Lullaby é um retorno às raízes de composições emocionais e honestas de Avril, mantendo em mente o divertimento amoroso. Com um tom de gozação que Avril sempre tocou em suas canções".
O portal inglês Digital Spy o avaliou com quatro estrelas, em um máximo de cinco. O crítico Lewis Corner afirmou que "as coisas não estão indo de acordo com os planos de Avril em 2011. Mesmo o disco tendo estreado dentro do top 10, a faixa de retorno 'What the Hell' não foi bem recebida como se esperaria depois de quatro anos de ausência" e que "Smile" seria "uma última tentativa de salvar seu projeto musical". Segundo o crítico, as colaborações com Max Martin e Shellback resultaram em um retorno sem maiores esforços da canadense.

## Videoclipe

Lavigne cantando "Smile", em uma sala branca. As paredes são rebocadas com cartazes e palavras pintadas com spray.

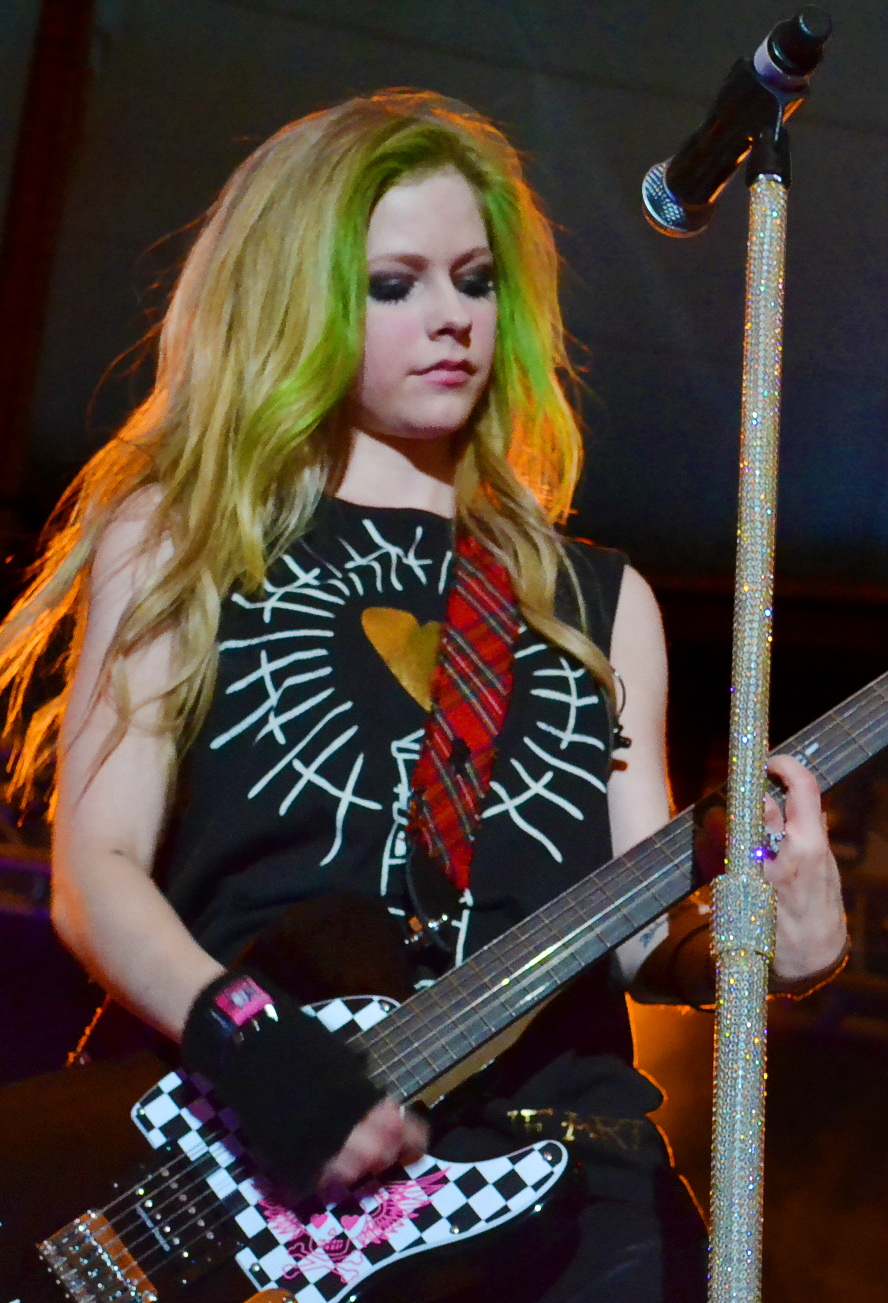
Lavigne durante uma apresentação em 2011, usando madeixas verdes como as adotadas no videoclipe de "Smile".

O videoclipe de "Smile" foi gravado em 21 de abril de 2011, em Nova Iorque, e dirigido pelo Shane Drake. Antes de sua liberação, Lavigne publicou vídeos em seu canal VEVO no YouTube. Em 16 de maio, ela postou um outro vídeo intitulado "Ready, Set, Smile!", e outro no dia seguinte, intitulado "Smile & Style". Ele foi lançado em 20 de maio e seu making of no dia 17 do mesmo mês. O vídeo oficial mostra Avril tentando montar em um coração. Ele foi comparado ao videoclipe de "He Wasn't", de 2005, do álbum segundo álbum da cantora, Under My Skin. O clipe foi indicado no MuchMusic Video Awards na categoria de melhor clipe canadense em 2012.

### Sinopse
O vídeo começa com Lavigne em um quarto branco, com vários amplificadores grandes e pretos atrás de si. Ela usa um vestido preto da marca Abbey Dawn, com um tigre amarelo estampado que diz "Party Crasher", botas pretas com cordões de neon verde, além de um jeans preto padrão, um All Star e uma tiara. Ela balança uma lata de tinta spray, e mostra um rosto sorridente para a câmera; duas cruzes que representam os olhos e uma boca. Lavigne decora as paredes ao seu redor com cartazes da Black Star Tour, e palavras diferentes, entre elas SMILE, Abbey Dawn, tattoo, fuck you e batch, e faz desenhos nas paredes, como corações, estrelas e mais rostos sorridentes, e então conecta uma guitarra elétrica vermelha em um dos amplificadores. Ela canta o primeiro verso no quarto branco, depois caminha por Nova Iorque.
A canadense vai até algumas pessoas que estão chateadas e/ou angustiadas e leva um pedaço de um coração vermelho para elas. Quando ela entrega a peça, eles começam a sorrir. As cenas de Lavigne na cidade estão em uma escala de cor cinza, mas os pedaços de coração são vermelhos. O vídeo alterna entre esses locais; a cantora no quarto branco e na cidade, o mesmo tema recorrente durante toda a duração do vídeo.

### Recepção
A revista Billboard fez uma resenha do videoclipe de "Smile", dizendo que "a abertura é do estilo de Taylor Swift". Ele foi descrito como "doce, simples e totalmente diferente de 'What the Hell'". A versão em inglês do site Terra publicou um texto apontando que Avril estava "presa na década de 2000" e que as filmagens de "Smile" provavam isso, com ela ainda tentando brincar de se maquiar, como fazia em "Complicated".
Jeff Lapointe, do site MTVNews.com, disse que Lavigne lançou um videoclipe "energético e apaixonado sobre um tempo que alguém que era especial em sua vida fez algo muito legal para ela". Ele afirma também que "não há nada de revolucionário sobre a música ou o vídeo", mas que "se parece com algo que é realmente a personalidade de Avril". Lapointe afirmou que "Smile" é "sobre uma garota que anda por aí pegando os pedaços de corações partidos de pessoas que são infelizes. Este ato de bondade ajuda as pessoas se sentirem melhores e, consequentemente, faz o mundo se sentir melhor". Ele finaliza a crítica dizendo que "se você é um admirador da canadense, então poderá gostar, e caso esteja procurando um novo gênero de música com uma perspectiva emocional diferente, então poderá se decepcionar". O vídeo chegou ao primeiro lugar no Top 10 MTV da MTV Brasil.

## Desempenho nas tabelas musicais
"Smile" foi lançada em abril de 2011 nas rádios. O single estreou na 33ª posição na parada da Nova Zelândia. Alcançou o quinto lugar na lista de vendas digitais do Japão, além de obter a quarta posição no Ultratop Wallonia e a segunda no Ultratop Flanders, ambos da Bélgica. Depois de sete semanas na parada de sucesso da Austrália, a ARIA Charts, teve como pico a 25ª colocação; o segundo single de Goodbye Lullaby foi certificado com disco de platina pelas mais de 70 mil cópias vendidas no país.
Na loja virtual iTunes, dos Estados Unidos, "Smile" foi lançado em 21 de maio de 2011, com posição máxima na 46ª colocação. Na terceira semana de junho, a canção entrou na Billboard Pop 100, na 25ª posição. Na Áustria, apareceu pela primeira vez na 37ª colocação na Ö3 Austria Top 40 e, nas Filipinas, ficou em duas tabelas consecutivas, uma na categoria internacional e outra geral, na oitava e décima quinta posição, respectivamente. Nos Estados Unidos, a canção só entrou na Billboard Hot 10 semanas depois de seu lançamento oficial, na 71ª posição. No Brasil, a faixa atingiu a 46ª posição na Billboard Hot 100 e a 19ª na Hot Pop. Já na rede de rádios da Jovem Pan, ficou na quarta colocação do Hit Parade Brasil. E na 29ª entre as 50 mais tocadas do ano de 2011.
| País/Parada musical (2011)                 | Melhor posição |
| ------------------------------------------ | -------------- |
| Taiwan - Taiwan Top 10                     | 2(3x)          |
| Bélgica - Ultratop Flanders                | 2(2x)          |
| Bélgica - Ultratop Wallonia                | 4              |
| Turquia - 40 Haramiler                     | 4              |
| Hong Kong - Hong Kong Airplay Chart        | 4              |
| Japão - Japan Digital and Airplay Overseas | 5              |
| Filipinas - MYX International Top 20       | 5              |
| Uruguai - Ranking Top 40 Uruguay           | 6              |
| Filipinas - MYX Hit Chart                  | 8              |
| Coreia do Sul - Gaon Chart Top Downloads   | 11             |
| Japão - Japan Adult Contemporary Airplay   | 14             |
| Filipinas - MYX Hit Chart                  | 14             |
| Líbano - The Official Lebanese Top 20      | 14             |
| Japão - Tokio Hot 100                      | 15             |
| Argentina - Top 40 Argentina               | 18(2x)         |
| Brasil - Billboard Brasil Hot Pop          | 19             |
| Eslováquia - IFPI Slovenská Republika      | 19             |
| Costa Rica - Costa Rica Top 30             | 19             |
| Japão - Hot Top Airplay                    | 20(2x)         |
| Bélgica - Ultratop 30 Airplay              | 23             |
| Austrália - ARIA Top 40 Digital Track      | 23             |
| Chéquia - IFPI Česká Republika             | 23             |
| Austrália - ARIA Top 50 Singles            | 25             |
| Estados Unidos - Billboard Pop Songs       | 25(2x)         |
| Estados Unidos - Mainstream Top 40         | 25(2x)         |
| Japão - Osakan Hot 100                     | 26             |
| Japão - Japan Hot 100 Singles              | 29(2x)         |
| Nova Zelândia - RIANZ                      | 30             |
| Canadá - Canadian Digital Songs            | 31             |
| Estados Unidos - Airplay Top 100           | 32             |
| Áustria - Ö3 Austria Top 40                | 37             |
| Alemanha - Media Control Charts            | 40             |
| Brasil - Billboard Brasil Hot 100          | 46             |
| Canadá - Canadian Hot 100                  | 59             |
| Estados Unidos - Billboard Digital Songs   | 62             |
| Estados Unidos - Billboard Hot 100         | 68             |
| França - SNEP                              | 80             |
| França - SNEP Le Classement Radio          | 95             |
| Coreia do Sul - Gaon Top 100 Singles       | 116            |
| Rússia - Airplay Detection TopHit 100      | 259            |
| Europa - Euro Digital Top 100              | 121            |
| Mundo - Top Hits Online                    | 17             |
| Mundo - Solid Gold                         | 36             |

| Chart (2011)        | Posição |
| ------------------- | ------- |
| Taiwan (Hito Radio) | 25      |

| País                  | Certificação | Vendas   |
| --------------------- | ------------ | -------- |
| Austrália - ARIA      | Platina      | 70.000+  |
| Estados Unidos - RIAA | Ouro         | 500.000+ |